# 吴蔚然
吴蔚然（1920年11月24日—2016年8月8日），男，江苏常州人，中华人民共和国医学家。吴阶平之弟。

## 生平
1938年至1946年，先后就读于燕京大学、北平协和医学院、华西协和大学等高等学府，获得理学学士学位、医学博士学位。1946年至1948年，在北京中和医院（现北京大学人民医院）工作。1948年至1973年，在北京首都医院（现北京协和医院）外科工作（其中1950年至1951年，参加北京市抗美援朝志愿手术队）。1956年加入中国共产党。1973年10月，任北京医院副院长。1984年，任北京医院名誉院长。
1977年被评为国务院卫生保健组先进工作者；1979年被评为全国劳动模范；1990年享受国务院政府特殊津贴；1996年获人事部、卫生部共同授予的中国医疗卫生行业的最高荣誉—白求恩奖章；1994年、1996年获中央保健委员会特殊贡献奖；2005年获中央保健委员会杰出专家奖。
吴蔚然是中国共产党第十二届、十三届中央委员会委员，政协第八届、九届、十届、十一届全国委员会常务委员。
2016年8月8日0时40分在北京逝世，享年96岁。